# Туфень (комуна)
Туфень, Туфені (рум. Tufeni) — комуна у повіті Олт в Румунії. До складу комуни входять такі села (дані про населення за 2002 рік):
- Барза (706 осіб)
- Стоборешть (707 осіб)
- Туфень (1912 осіб)

Комуна розташована на відстані 103 км на захід від Бухареста, 35 км на схід від Слатіни, 78 км на схід від Крайови.

## Населення
За даними перепису населення 2002 року у комуні проживали 3325 осіб. Усі жителі комуни рідною мовою назвали румунську.
Національний склад населення комуни:
| Національність | Кількість осіб | Відсоток |
| -------------- | -------------- | -------- |
| румуни         | 3300           | 99,2%    |
| цигани         | 25             | 0,8%     |

Склад населення комуни за віросповіданням:
| Релігія     | Кількість осіб | Відсоток |
| ----------- | -------------- | -------- |
| православні | 3246           | 97,6%    |
| баптисти    | 79             | 2,4%     |